# Моше Бейлінсон
Мозес (Мойсей) Бейлінсон (5 жовтня 1889 або 25 вересня 1890, Ярославська губернія, Російська імперія — 19 листопада 1936, Петах-Тіква, Палестина) — сіоністський діяч, журналіст та лікар. Редактор газети «[Давар]]», засновник лікарні в Петах-Тікві, що носить його ім'я.

## Біографія
Мойсей Бейлінсон народився 1889 року під Ярославлем у селі Вепрейка. Його батько Арон Бейлінсон та мати Белла, донька маскіла й письменника Мордехая Плунгянського (Плунгяна) були єдиними євреями в окрузі, тому після смерті батька його довелося везти ховати до Ярославля.
Хлопчик навчався в початковій школі, а потім у гімназії в Ярославлі. Перейнявши прогресивні погляди матері, він приєднався до соціалістичного руху та увійшов до складу підпільної редакції газети « Іскра». Відучившись рік в університеті в Москві, Бейлінсон відправився для продовження навчання, спочатку до Фрайбурзького, а потім до Базельського університету. У роки навчання він заробляв життя перекладом німецьких книг з медицини російською мовою. Під час перебування у Фрайбурзі познайомився із Залманом Рубашовим (Шазаром) і вперше зацікавився сіоністською ідеологією.
У 1913 році Бейлінсон отримав освітньо-науковий ступінь доктора філософії з медицини. До цього часу він значною мірою розчарувався в ідеї світової революції, а подальшому його відходу від комуністичного світогляду сприяла світова війна, що почалася. Після закінчення навчання Бейлінсон залишився у Швейцарії, де працював у туберкульозній лікарні в Арозі. Там він і сам захворів на туберкульоз, але йому пощастило одужати.
Влітку 1917 року Бейлінсон познайомився в Італії з адвокатом Альфонсо Пачіфічі, який захопив його сіоністськими ідеями. З початку 1918 року Бейлінсон проживав у Римі, де познайомився з такими сіоністськими лідерами як Нахман Сиркін, Енцо Серені, Берл Кацнельсон і, нарешті, Хаїм Вейцман. Він активно перекладав італійською мовою класиків івритської та їдішської літератури, у тому числі Іцхака Переця та Аш Шолома. У 1921 році за допомогою Данте Латтеса переклав італійською «Історію нової літератури на івриті» Йосипа Клаузнера, а також випустив збірку, що містить «Автоемансипацію» Леона Пінскера та статті Теодора Герцля, Макса Нордау, Агад Га-ама та Вейцмана. Одночасно Бейлінсон редагував єврейський щомісячний часопис італійською мовою «Ізраїль».
У 1924 році Бейлінсон переїхав до підмандатної Палестини. Він оселився в Петах-Тікві, де працював робітником на аграрному підприємстві «Маавар». Коли 1925 року у Палестині було засновано івритську газету «Давар», Бейлінсон увійшов до її редакції. Спочатку більшість матеріалів газети створювалося саме ним (підраховано, що загалом Бейлінсоном було написано для газети «Давар» понад 2300 статей); спочатку Бейлінсон писав свої матеріали російською мовою, а інші співробітники перекладали їх на іврит, але протягом року він освоїв літературний іврит на високому рівні. Коротка єврейська енциклопедія характеризує його журналістський стиль як простий та жвавий.
Одночасно з журналістською роботою Бейлінсон брав активну участь у становленні органів самоврядування єврейського ішува. Він входив до виконавчого комітету Гістадруту, Зборів депутатів та Ваад Леумі, з 1927 року був членом центрального бюро партії «МАПАЙ». Того ж року Бейлінсон був обраний головою наглядової ради лікарняної каси «Клаліт» .
1936 року, з початком арабського повстання в Палестині, Бейлінсону було доручено ведення щоденної видавничої колонки в «Даварі» — «Двар ха-йом». Того ж року за його діяльну участь у Петах-Тікві було відкрито публічну лікарню під управлінням каси «Клаліт». Однак і сам він незабаром після цього був госпіталізований там із важким серцевим нападом, після якого вже не оговтався . Моше Бейлінсон помер у листопаді 1936 року і був похований на тель-авівському цвинтарі «Трумпельдор», поряд з Хаїмом Арлозоровим та Хаїмои-Нахманом Бяликом.

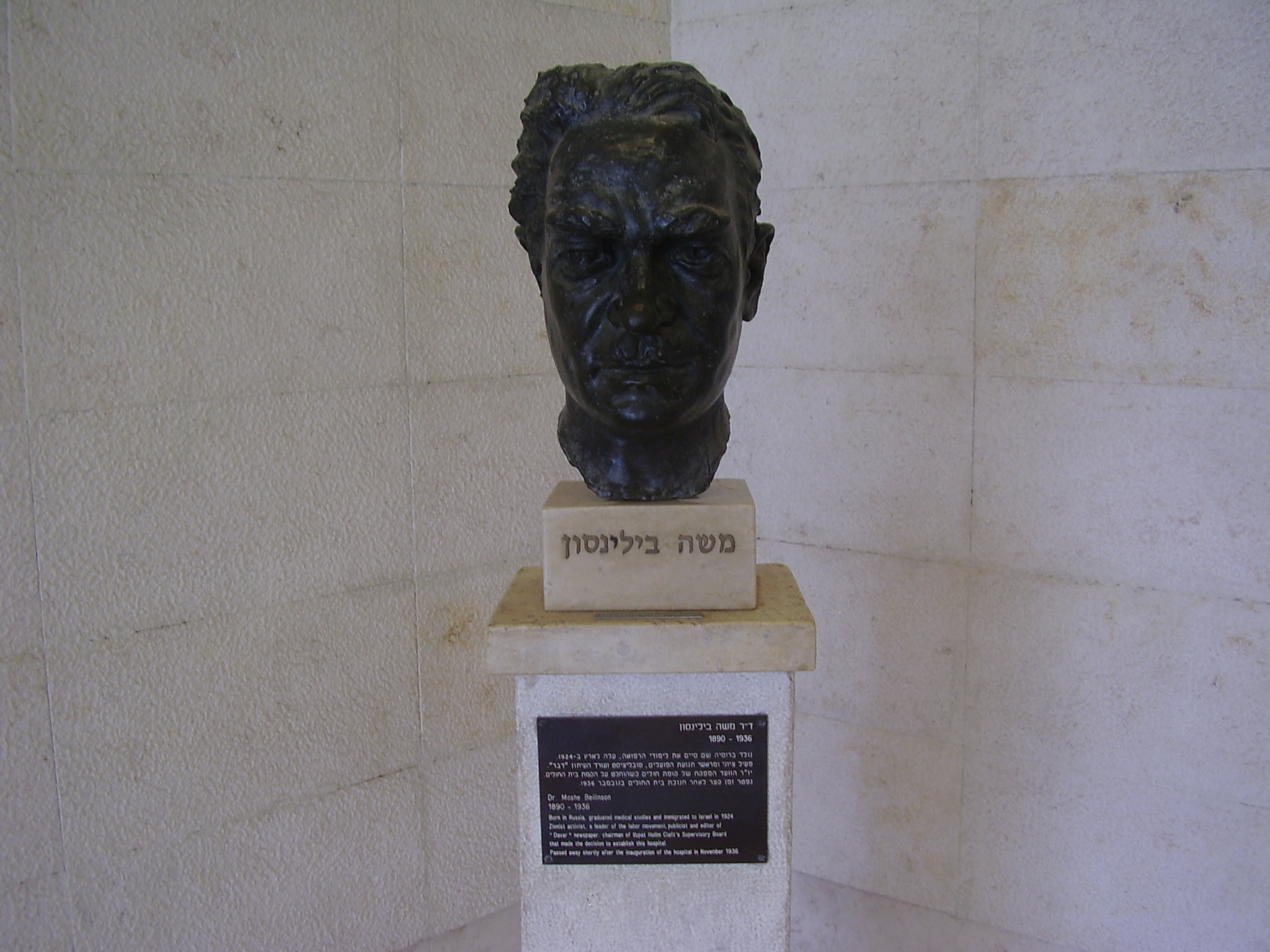
Бюст Моше Бейлінсона у фойє лікарні «Бейлінсон»

## Ушанування пам'яті
Лікарня в Петах-Тікві, яку заснував Моше Бейлінсон, носить його ім'я; на його честь також названо вулиці в різних містах Ізраїлю  .
У 1930 році в Тель-Авіві було видано збірку нарисів Бейлінсона «У дні випробування» про єврейсько-арабські відносини (івр. בימי מסה пізніше переведений на німецьку ) та його книга «У дні відродження Італії» (івр. בימי תחיית איטליה) . Берл Кацнельсон, його товариш з редакції газети «Давар», в 1940 році опублікував збірку його статей у кількох томах  .